# ایتوبرا
ایتوبرا (به پرتغالی: Ituberá) یک منطقهٔ مسکونی در برزیل است که در باهیا واقع شده‌است. ایتوبرا ۲۸٬۷۴۰ نفر جمعیت دارد.